# Mecometopus latithorax
Mecometopus latithorax là một loài bọ cánh cứng trong họ Cerambycidae.